# Psalm 30
Psalm 30 is een psalm uit de Psalmen in de Hebreeuwse Bijbel en een psalm van David.

## Interpretatie
Vers 1 luidt in de Statenvertaling 'een lied ter inwijding van Davids huis' en in de Nieuwe Bijbelvertaling 'Een lied bij de inwijding van de tempel. Van David'. Dit 'huis' wordt meestal geïnterpreteerd als de Joodse tempel.
De meeste verklaarders denken bij de uitleg van vers 1 aan de inwijding van de tempel in de tijd van de Makkabeeën, na de reiniging van de tempel door Judas Makkabeüs.
Het Nieuwe Testament bevat geen citaten uit Psalm 30.

## Muziek
Psalm 30 is meermaals in het Nederlands berijmd op de melodieën van het Geneefse Psalter (berijming van 1773, berijming van 1967, De Nieuwe Psalmberijming).
1 · 2 · 3 · 4 · 5 · 6 · 7 · 8 · 9 · 10 · 11 · 12 · 13 · 14 · 15 · 16 · 17 · 18 · 19 · 20 · 21 · 22 · 23 · 24 · 25 · 26 · 27 · 28 · 29 · 30 · 31 · 32 · 33 · 34 · 35 · 36 · 37 · 38 · 39 · 40 · 41 · 42 · 43 · 44 · 45 · 46 · 47 · 48 · 49 · 50 · 51 · 52 · 53 · 54 · 55 · 56 · 57 · 58 · 59 · 60 · 61 · 62 · 63 · 64 · 65 · 66 · 67 · 68 · 69 · 70 · 71 · 72 · 73 · 74 · 75 · 76 · 77 · 78 · 79 · 80 · 81 · 82 · 83 · 84 · 85 · 86 · 87 · 88 · 89 · 90 · 91 · 92 · 93 · 94 · 95 · 96 · 97 · 98 · 99 · 100 · 101 · 102 · 103 · 104 · 105 · 106 · 107 · 108 · 109 · 110 · 111 · 112 · 113 · 114 · 115 · 116 · 117 · 118 · 119 · 120 · 121 · 122 · 123 · 124 · 125 · 126 · 127 · 128 · 129 · 130 · 131 · 132 · 133 · 134 · 135 · 136 · 137 · 138 · 139 · 140 · 141 · 142 · 143 · 144 · 145 · 146 · 147 · 148 · 149 · 150 · 151